# Catala armata
Catala armata – gatunek pluskwiaków różnoskrzydłych z rodziny zajadkowatych.

## Opis
Spośród innych przedstawicieli rodzaju Catala wyróżnia się jednobarwnym, ciemnym przedpleczem o kolcach w przedniej części tylnego płata długich i cienkich, przy jednocześnie dwubarwnych półpokrywach (ich błona ciemnobrązowa), tylnych kolcach przedniego płata przedplecza średniodługich i cienkich, a odnóżach pomarańczowych. 

## Występowanie
Gatunek ten jest endemitem Madagaskaru.